# 2024年5月

## 5月1日
- 中國廣東省梅州市大埔縣茶阳镇梅大高速公路往福建省方向發生路面塌陷，造成48人死亡。[1][2][3][4]
- 因不满以色列在加薩走廊的军事行动，哥伦比亚宣布与以色列断交。[5][6]

## 5月2日
- 杰里迈亚·马内莱被選為所羅門群島總理。[7]
- 越南國會通過王廷惠主席辭職案。[8]
- 英國舉行2024年英国地方选举，工黨大勝[9]。薩迪克·汗三度當選倫敦市長。[10]
- 韓國國家情報院稱朝鮮可能對韓國駐亞洲國家的使領館發動恐怖襲擊。[11]
- 河南大学大礼堂于2024年5月2日深夜起火并焚毁。[12]

## 5月3日
- 美國眾議院議員亨利·奎勒（英语：Henry Cuellar）夫妻因收受阿塞拜疆方面賄賂被FBI起訴。[13]
- 嫦娥六號由長征五號運載火箭在中國文昌航天發射場成功發射。[14]

## 5月4日
- 德國的歐洲議會議員馬蒂亞斯·艾克（英语：Matthias Ecke）在德累斯頓遇襲。[15]
- 巴西南部地区發生洪水。[16]

## 5月5日
- 巴拿馬舉行2024年巴拿馬總統與議會選舉（英语：2024 Panamanian general election），總統選舉中何塞·勞爾·穆利諾當選。[17]
- 因不敵，皇家馬德里提早四輪獲得西甲冠軍。[18]
- 在当日举行的2024年决赛和2024年决赛中，中国女、男羽毛球队分别以3:0和3:1击败印尼队，第十六和十一次夺冠。[19][20]

## 5月6日
- 乍得舉行2024年乍得總統選舉（英语：2024 Chadian presidential election）。[21]
- 約翰·斯維尼（英语：John Swinney）被選為蘇格蘭國民黨黨首。[22]
- 在英格蘭雪菲爾克魯斯堡劇院舉行的2024年世界司諾克錦標賽决赛中，奇倫·威爾森以18–14擊敗傑克·瓊斯获得冠军。[23]

## 5月7日
- 約翰·斯維尼（英语：John Swinney）被選為蘇格蘭首席部長。[24]

## 5月8日
- 北馬其頓舉行2024年北馬其頓議會選舉和2024年北馬其頓總統選舉（英语：2024 North Macedonian presidential election）第二輪投票。總統選舉中戈尔达娜·西莉娅诺夫斯卡-达夫科娃獲勝，議會選舉中马其顿内部革命组织—马其顿民族统一民主党領先。[25]
- 2024年夏季奥林匹克运动会火炬传递抵达马赛老港，開始進行環法国國內圣火传递。[26][27]

## 5月9日
- 斐濟前總理弗蘭克·姆拜尼馬拉馬被判刑1年。[28]

## 5月10日
- 俄羅斯總理米哈伊爾·米舒斯京獲連任。[29]
- 聯合國大會召開緊急會議，呼籲聯合國安理會接納巴勒斯坦國為聯合國正式成員國的提案獲143國贊成。[30]
- 在第25太陽週期中持續發生的一系列強大的太陽風暴，導致南北半球產生的極光緯度遠遠低於往常。[31]

## 5月11日
- 科威特埃米爾麥沙·艾哈邁德·賈比爾·薩巴赫解散了剛選出不久的科威特議會，部分職能由埃米爾與內閣接管，並暫停部分憲法條文的效力。[32]
- 克羅地亞總理安德烈·普蘭科維奇向總統佐蘭·米拉諾維奇提交78名克羅地亞國會議員的簽名，請求成立新一屆政府，總統批准。[33]
- 马来西亚雪蘭莪州舉行新古毛州议席补选，希望联盟与民主行动党以3869张多数票成功守住已任3届的议席。[34]
- 尼莫贏得2024年歐洲歌唱大賽冠軍。[35]

## 5月12日
- 立陶宛舉行2024年立陶宛總統選舉（英语：2024 Lithuanian presidential election），吉塔納斯·瑙塞達和因格麗達·西莫尼特晉級5月26日的第二輪投票。[36]
- 關於承認雙重國籍的2024年立陶宛憲法公投（英语：2024 Lithuanian constitutional referendum）獲得70%以上贊成票，但並未超過全國擁有選舉權人數的一半，因此未能通過。[37]
- 科威特埃米爾麥沙·艾哈邁德·賈比爾·薩巴赫任命艾哈迈德·阿卜杜拉·萨巴赫為新總理。[38]
- 西班牙加泰羅尼亞自治區舉行2024年加泰羅尼亞地方選舉（英语：2024 Catalan regional election），主張加泰羅尼亞獨立的黨派總議席數未過半，加泰隆尼亞社會主義者黨成為最大黨。[39]

## 5月13日
- 新喀里多尼亞反對新住民擁有地方選舉參政權的示威演變為暴動。[40]
- 香港駐倫敦經貿辦間諜案：英國倫敦警察廳公布有三名男子涉嫌協助香港情報機關收集當地香港人的資料及進行外國干涉，違反當地的《2023年國家安全法》而被起訴。[41]

## 5月14日
- 安德烈·別洛烏索夫獲委任為俄羅斯國防部長，接替谢尔盖·绍伊古。[42]
- 美國拜登政府宣佈對中国產180億美元商品徵收懲罰性關稅。其中電動汽車將徵收100％，車用電池將徵收25％[43]。

## 5月15日
- 斯洛伐克總理羅伯特·菲佐在漢德洛瓦身中数枪，生命垂危。[44]
- 新加坡總理李顯龍卸任，並交棒予黃循財。[45][46]
- 俄羅斯總統普京簽署禁止外國代理人參選公職的法案。[47]

## 5月16日
- 穆罕默德·代比當選乍得總統。[48]
- 韓國共同民主黨選舉禹元植為下任韓國國會議長候選人。[49]
- 越南共產黨中央書記處常務書記、黨中央組織部長張氏梅辭職。[50]

## 5月17日
- 韓國「文化財廳」改編為「國家遺產廳」，各級別「文化財」也一併改名為「遺產」。[51]
- 日本展翼黨多名幹部因涉嫌妨礙選舉被捕。[52]
- 秘魯LGBTQ+團體抗議政府的新法案將「變性症」列入「精神疾病」。[53]
- 馬來西亞柔佛的一名34歲巫裔男子於凌晨約2時30分，蒙臉持巴冷刀襲擊烏魯地南警局，搶走兩把警槍後用刀斬及槍擊警員，造成3名警員2死1重傷。該男子據悉為伊斯蘭祈禱團成員。[54][55]

## 5月18日
- 越南共產黨提名蘇林任越南國家主席，陳青敏任越南國會主席。[56]
- 中國农业农村部部長唐仁健涉嫌違紀被查。[57]
- 格魯吉亞議會通過的「外國代理人法案」遭到格魯吉亞總統莎樂美·祖拉比什維利否決。[58]
- 以色列戰時內閣成員本尼·甘茨要求總理內塔尼亞胡於6月8日以前提出如何帶回人質並結束哈馬斯統治加沙地區的新計劃，否則會離開內閣。[59]
- 若開軍方面宣布已控制位於若開邦境內的布迪当[60]，並在19日同時宣布已控制西部的一個城鎮。[61]

## 5月19日
- 多米尼加共和國舉行2024年多米尼加共和國大選（英语：2024 Dominican Republic general election），路易斯·阿比納迪爾預計連任。[62]
- 結束訪問阿塞拜疆行程的伊朗总统易卜拉欣·莱希以及外交部長侯賽因·阿米爾阿布杜拉希揚乘坐的直升机在东阿塞拜疆省瓦尔扎甘县附近坠毁，机上全员遇难。[63][64]
- 剛果民主共和國反對黨統一剛果黨（英语：United Congolese Party）主席克里斯蒂安·瑪蘭加（英语：Christian Malanga）發動政變失敗身死。[65]
- 阿根廷總統哈維爾·米萊在馬德里的右派聚會中稱西班牙總理佩德羅·桑切斯的妻子「腐敗」，隨後西班牙宣布召回駐阿根廷大使。[66]
- 曼徹斯特城足球俱樂部奪下2023年至2024年英格蘭足球超級聯賽冠軍[67]。

## 5月20日
- 賴清德與蕭美琴正式就任中華民國第16任總統及副總統[68]。卓榮泰任行政院長。[69]
- 檢方在國際刑事法庭對以色列和哈馬斯多位高官申請通緝令。[70]
- 哈梅內伊確定伊朗副總統穆罕默德·穆赫貝爾任代理總統。[71]
- 菲律賓參議院議長米格斯·蘇比利（英语：Migz Zubiri）辭職，弗朗西斯·埃斯庫德羅繼任。[72]

## 5月21日
- 欧盟通过《人工智能法案》，旨在建立人工智能的监管和法律框架。[73]
- 多哥大選結果出爐後，多哥總理維克托瓦爾·托梅加·多哥貝（英语：Victoire Tomegah Dogbé）依慣例辭職。[74]
- 伊朗專家會議選出穆瓦赫迪·科爾馬尼（英语：Mohammad-Ali Movahedi Kermani）為議長。[75]
- 因台湾立法院改革争议，立法院附近爆发大规模社会运动。[76]
- 從希斯羅國際機場飛往新加坡國際機場的新加坡航空SQ321航班在孟加拉灣上空遭遇亂流，後緊急降落在曼谷附近的蘇凡納布機場。1人死亡，30餘人送醫。[77]

## 5月22日
- 苏林在越南国会第十五届第七次会议上当选为越南国家主席。[78]
- 英國首相里希·蘇納克宣佈將提前解散眾議院，並於7月4日舉行2024年英國大選。[79]
- 亚特兰大贝加莫足球俱乐部以3比0战胜拜耳勒沃库森足球俱乐部，夺得2023–24年歐霸盃冠军。[80]

## 5月23日
- 中国人民解放军东部战区为回应赖清德就任中华民国总统，于臺灣海峽以及金门岛、马祖岛、乌丘屿、东引岛周边发起“联合利剑－2024A”演习。[81]
- 美國總統拜登在肯尼亞總統威廉·魯托訪美期間稱肯尼亞為美國的主要非北約盟友。[82]
- 聯合國大會以84對19通過將7月11日設為斯雷布雷尼察大屠殺紀念日的提案。[83]

## 5月24日
- 國際法院要求以色列停止攻擊拉法。[84]
- 巴布亚新几内亚恩加省发生山体滑坡事故，至少4人确认死亡，数千人失联。[85]

## 5月25日
- 布基納法索宣佈軍事政權延長5年。[86]
- 一名智利消防員與一名林業工人因涉嫌縱火造成2024年智利山火被捕。[87]
- 美国喜剧剧情片《阿诺拉》斩获第77屆坎城影展金棕榈奖。[88]

## 5月26日
- 2024年立陶宛總統選舉（英语：2024 Lithuanian presidential election）第二輪投票結束，吉塔納斯·瑙塞達當選連任。[89]
- 馬德拉群島舉行2024年馬德拉群島地方選舉（英语：2024 Madeiran regional election），葡萄牙社會民主黨為最大黨但未過半。[90]
- 以色列空軍空襲拉法特爾蘇丹的巴勒斯坦難民營，導致45至50人喪生，超過200人受傷[91]。

## 5月27日
- 阿根廷內閣首席部長尼古拉斯·玻色（英语：Nicolás Posse）辭職，由內政部長吉列莫·弗朗科斯（英语：Guillermo Francos）接任。[92]
- 中國安徽省銅陵市一樓房發生坍塌，致使4人死亡，1人受傷。[93]

## 5月28日
- 海地臨時總統委員會選擇加利·科尼尤（英语：Garry Conille）為新任海地總理。[94]
- 格魯吉亞議會推翻總統莎樂美·祖拉比什維利對「外國代理人法案」的否決。[95]
- 西班牙、愛爾蘭以及挪威宣佈正式承認巴勒斯坦國。[96]
- 熱帶風暴熱馬爾（英语：Cyclone Remal）吹襲孟加拉國與印度七姊妹邦，其中在米佐拉姆邦艾藻爾一帶造成嚴重破壞。[97]
- 朝鮮民主主義人民共和國向韓國全國多處地區大規模空投裝有糞便和垃圾的氣球[98]。

## 5月29日
- 南非舉行2024年南非大選，預計將是種族隔離政策結束後非國大首次未取得過半議席的選舉。[99]
- 馬達加斯加舉行2024年馬達加斯加議會選舉（英语：2024 Malagasy parliamentary election）。[100]
- 瓦努阿圖舉行2024年瓦努阿圖憲法公投（英语：2024 Vanuatuan constitutional referendum），結果預計6月10日出爐。[101]
- 巴西撤走駐以色列大使。[102]
- 泰國官方宣佈以侮辱王室罪起訴泰國前總理他信，他信因患新冠並未出庭。[103]
- 印度德里測得52.9攝氏度高溫。[104]

## 5月30日
- 曼哈頓一地方法院裁定美國前總統唐納·川普的34項刑事罪名成立。[105]
- 香港高等法院對47人案中否认串谋颠覆国家政权罪的16名被告下達裁決，除劉偉聰及李予信兩人脫罪外，其餘14人被判罪名成立[106][107]。
- 西班牙國會以微弱優勢通過特赦數百名加泰隆尼亞分裂分子的法案。[108]
- 柬埔寨首相洪馬內宣佈，德崇扶南運河將於本年8月開工建設。[109]

## 5月31日
- 德國巴登-符騰堡州曼海姆的市場廣場上，一名阿富汗難民持刀襲擊反伊斯蘭移民集會參與者，造成包括活動家兼伊斯蘭批評者邁克爾·施圖森伯格等6人受傷，1名警員死亡[110]。